# Anoplotrupes balyi
Anoplotrupes balyi es una especie de coleóptero de la familia Geotrupidae.

## Distribución geográfica
Habita en Canadá y Estados Unidos.